# Александров, Игорь Александрович (журналист)
И́горь Алекса́ндрович Александро́в (укр. Ігор Олександрович Александров 21 июня 1956, Тайшет, Иркутская область — 7 июля 2001, Славянск, Донецкая область) — советский и украинский журналист, генеральный директор и учредитель телерадиокомпании ИРТК «ТОР».

## Биография
Родился 21 июня 1956 года.
Являлся учредителем и занимал пост генерального директора телерадиокомпании «ТОР» — одного из первых независимых телеканалов Украины, созданный сразу после распада СССР. Был ведущим острой авторской телепрограммы 90-х годов «Без ретуши». Учредитель газет «Я сама» и «Технополис».

В 1994 году выдвигался кандидатом в депутаты Верховной Рады Украины.
3 июля 2001 года Игорь Александров был зверски избит за свою журналистскую деятельность, направленную на разоблачение тотальной коррупции на Восточной Украине, и умер через несколько дней — 7 июля 2001 года.
Считается, что его журналистская деятельность мешала многим известным политикам Украины, таким как Янукович, Кучма, Ахметов и др. В свете последующего убийства Гонгадзе «дело Александрова» вызвало значительный общественный резонанс. В процессе его расследования ответственность была возложена на братьев Рыбаков, руководителей местной ОПГ.
7 июля 2006 года Апелляционный суд Луганской области после двухдневного чтения мотивационной части решения, объявил приговор пятерым обвиняемым в нанесении телесных повреждений, приведших к смерти директора Славянской телекомпании «ТОР» Игоря Александрова. Дмитрий Рыбак как организатор нападения приговорён к 11 годам лишения свободы; исполнители Александр Онышко — к 12 годам лишения свободы с конфискацией имущества, Руслан Турсунов — к 6 годам лишения свободы; Сергей Корицкий как пособник — к 2,6 лет лишения свободы. Различные сроки получили также другие участники «Банды Рыбаков» (ОПГ «17 участок»).
При попытке осудить работников внутренних дел, участвовавших в фальсификации дела Александрова, все обвиняемые были выпущены по решению Запорожского апелляционного суда 19 февраля 2009 года. В отношении следователя по особо важным делам Генпрокуратуры Александра Калифицкого: судом было признано, что во время досудебного следствия Калифицкий «практиковал незаконные способы давления на обвинявшихся и свидетелей, манипулировал общественным мнением, раздавая интервью». Кроме того, суд отметил, что «Калифицкий отметился редкой дерзостью: давая показания в качестве свидетеля, он угрожал подсудимым прямо в зале судебных слушаний. То есть выказал демонстративное неуважение суду».

## Память
Имя Игоря Александрова выбито на Мемориале Журналистов в Музее журналистике и новостей в Вашингтоне, США.
В 2016 году награжден посмертно орденом Свободы от Президента Украины «За значительный личный вклад в государственное строительство, социально-экономическое, научно-техническое, культурно-образовательное развитие Украины, весомые трудовые достижения и высокий профессионализм».
В Славянске есть улица и переулок, названные в честь Игоря Александрова.
Решением Славянского районного совета Донецкой области от 02.09.2020 №7/44-826 Александрову Игорю Александровичу было присвоено звание «Почётный гражданин Славянского  района» посмертно.

## Награды
- орден Свободы (посмертно, 22 августа 2016) — за значительный личный вклад в государственное строительство, социально-экономическое, научно-техническое, культурно-образовательное развитие Украины, значительные трудовые достижения и высокий профессионализм[4].